# Métiers financiers dans la Rome antique
Le développement de l'économie romaine, en particulier quand l'État se mit à battre monnaie, entraîna l'apparition de métiers spécifiquement destinés au maniement de l'argent. Ceux-ci étaient exercés par des citoyens libres de naissance, mais de classe sociale modeste, et par des affranchis.
Ne sont donc envisagées dans cet article que les activités financières régulées et exercées à titre de profession, à l’exclusion des activités financières, souvent d’importance, des classes supérieures.

## La monnaie
Le monnayage romain apparaît à la fin du IVe siècle av. J.-C. Les monnaies sont frappées en argent et en bronze ; le monnayage en or apparaîtra par la suite.
Battre monnaie est un droit régalien de l’État et de ses plus hauts magistrats.
À Rome, la monnaie constitue :
- une réserve de valeur (épargne) ;
- un moyen d’échange (paiement) ;
- un moyen libératoire (impôt, amende, dette) ;
- un moyen de crédit (prêt).

La monnaie possède sa propre valeur, celle de son poids dans le métal dont il est composé. Il s'agit d'une monnaie uniquement fiduciaire.

## Les opérations
Quatre opérations constituent l’activité des métiers de la finance :
- la vérification du bon aloi et la qualité des pièces, en les pesant et en les faisant sonner ;
- le change des monnaies divisionnaires en d'autres pièces ou d’une monnaie en une autre, selon les taux reconnus, basés sur leur teneur métallique. En effet, il existe des espèces de valeur/composition différentes et quantité d’émetteurs (cités, nations, etc.)[2] ;
- la prise de dépôt (« épargne du client »), avec garantie de restitution ;
- le prêt (mutuum), moyennant rémunération (fēnus (fæn-), ŏris, intérêt).

## Les métiers
Pour la période classique (république depuis la seconde guerre punique – principat), on peut identifier les métiers suivant selon nos sources.

### Le métier denummularius
Le nummularius est à la fois le changeur et le testeur de monnaie. Muni de sa balance, il garantit la valeur des monnaies en circulation servant aux échanges. Son activité de change permet également d’étendre les échanges au-delà du local. Ces activités concourent à fluidifier le marché et les transactions qui s'y opèrent.
Tester les monnaies, en vérifier le poids et la conformité, se disait :  spectare, probare.

Ce métier devait nécessiter un apprentissage rigoureux et la réputation du changeur jouait un grand rôle dans sa réussite. Une remarque de Pline l’Ancien en atteste:
« Chose étonnante, il n’y a que dans cette discipline que l’on étudie les faux et que l’on teste (spectatur) sur échantillon de faux deniers, qui d’ailleurs se vendent plus cher qu’un vrai ! » (Histoire Naturelle, XXXIII, 56)
Un nummularius pouvait donc avoir des faux de qualité dans sa boutique pour impressionner le chaland. Et il existait un commerce de monnaies contrefaites.

Outre l'apprentissage théorique, la pratique et l'expérience étaient essentiels dans ce métier qui nécessitait une finesse de tous les sens. On lit chez Épictète une description évocatrice de cet aspect :
« Voyez comme nous avons su trouver un art pour la monnaie qui semble nous intéresser si fort, et de combien de moyens se sert l'essayeur d'argent pour la vérifier. Il se sert de la vue, du toucher, de l'odorat, et finalement de l'ouïe. Il frappe sur une pièce, écoute le son, et ne se contente pas de la faire sonner une fois ; c'est à force de s'y reprendre que son oreille arrive à juger. » (Entretiens, I, 20)
En définitive, ce métier indispensable suscitait la reconnaissance générale, à en croire l'éloge d'un personnage du Satiricon de Pétrone :
« Mais quel est, selon vous, après celui des lettres, le métier le plus difficile ? Pour ma part, je crois que c’est celui de médecin ou de changeur (nummularius) […] ; le changeur parce qu’il sait découvrir le bronze à travers la couche d’argent. » (traduction A. Ernout)

### Le métier d'argentarius
L’argentarius est un banquier. Il reçoit en dépôt l’épargne de ses clients. Il prête à intérêt ce stock de valeur dont il dispose.
Une fonction importante de ces argentarii est d’assurer, par le crédit, le règlement des ventes aux enchères (auctio), mode régulier de vente à Rome. Il est présent sur place et y négocie directement ses contrats.
Il reçoit en dépôt l'argent de ses clients. Il s'agit probablement de dépôts non scellés, bien que des dépôts scellés soient possibles, moyennant une rémunération (l'argentarius jouant alors le simple rôle de coffre-fort).
Ces dépôts peuvent être rémunérés ou non. Cependant, la minceur de nos sources ne permet guère d'en voir les modalités.
La restitution des fonds du déposant se fait en totalité ou en partie, mais aussi, sur ordre, à des tiers.
L'argentarius doit tenir un registre (codex accepti et depensi, mensae rationes) où il encode tous les mouvements. Pour chaque client, déposant ou emprunteur, se crée ainsi un « ratio », un « compte », qui est le solde nouveau après chaque opération. Quand le même client décide de clôturer son compte et de quitter cette relation commerciale, le banquier calcule le solde de tout compte et raye de son registre le dit client (nomen expedire, expungere).
L'argentarius tire la plus-value de son activité par les intérêts qu'il touche des prêts qu'il octroie. Pour financer ces crédits il puise dans le stock monétaire des dépôts qui lui ont été confiés. La minceur de nos sources ne permet pas de connaitre les règles prudentielles qu'il suivait ou devait suivre.

### Le métier decoactor
Le coactor est à l’origine chargé de récupérer les créances de son donneur d’ordre ou d'encaisser les paiements lors de vente aux enchères. Il se rémunère sur les sommes récupérées (pourcentage). Ce n’est pas, stricto sensu, un métier de la finance, mais il put le devenir : on trouve rapidement des coactores argentarii qui ajoutent donc à leurs activités originelles celles du banquier (argentarius)
Ces professionnels tiennent commerces dans des boutiques (tabernae).

## Évolution historique
Cette organisation professionnelle paraît être demeurée stable pendant tout le principat. Il est probable que ces agents se virent confier un rôle plus officiel dans l'écoulement des nouvelles émissions monétaires ou, a contrario, dans le retrait de monnaies décidé par l'autorité.
Le système subit de plein fouet la crise du  IIIe siècle : dévaluations répétées et inflation chronique paraissent leur avoir été fatales. Ces métiers disparaissent totalement des sources à cette époque.

## Régulation

### L'essai des monnaies
Deux auteurs anciens mentionnent l’intervention en ce domaine du préteur de 85 av. J.-C., M. Marius Gratidianus. Cicéron (son cousin) parle d’un édit, Pline l’Ancien d’une loi, lex Maria Gratidiani de arte probandi. Il s’agirait donc d’une législation qui encadrait le métier de testeur de monnaie.
Rome traverse alors une grave crise de confiance dans sa monnaie. La population se défie de la mauvaise qualité et de la contrefaçon, ce qui engendre une crise économique.
Verboven, qui analyse ce dossier, voit dans l’intervention de Gratidianus le fondement d’une véritable politique publique de stabilité monétaire destinée à durer.
Cette politique concernait au premier chef les nummularii : la loi les forçait à accepter la valeur faciale des monnaies et à les changer au ratio officiel, tout comme elle encadrait et précisait leur rôle dans la traque de la contrefaçon. Ils reçurent des privilèges en contrepartie de leurs nouvelles obligations. Des peines étaient prévues en cas d’infraction.
Le peuple éleva des statues à Gratidianus dans chaque quartier de Rome, preuve de la gravité de la situation à laquelle il venait de porter remède.

## Sources
Diverses sources, parcellaires, fournissent de l'information sur ces métiers financiers[réf. nécessaire].

### Littérature
Les données sont relativement maigres. Les auteurs anciens, le plus souvent membres de l’élite, évoquent peu le monde des « métiers », vil à leurs yeux. La correspondance de Cicéron fait exception, mais l'auteur s'y montre plus allusif que concret sur ses relations avec des financiers de métier.
Seul exception, la littérature juridique, compilée dans le Digeste sous Justinien au VIe siècle apr. J.-C.

### Pompéi
Deux lots d’archives financières ont été retrouvés dans les ruines ensevelies autour du Vésuve : celles d’un coactor argentarius, Lucius Caecilius Jucundus, ; l’autre lot concernant une famille de financiers de Pouzzoles, les Sulpicii,.

### Épigraphie
Les inscriptions funéraires peuvent mentionner le métier des défunts. Dans le cas des financiers, 80 % de ces inscriptions proviennent d'Italie, 20 % de la partie occidentale de l’Empire. La proportion est étonnante en regard des statistiques épigraphiques : en effet, seulement 10 à 20 % des inscriptions latines connues proviennent d’Italie, soit la proportion inverse. Doit-on en conclure que ces métiers financiers s'exerçaient essentiellement dans la botte ?